# Мюльбахер, Юлия
Юлия Мюльбахер (нем. Julia Mühlbacher; род. 2 августа 2004, Браунау-ам-Инн, Верхняя Австрия) — австрийская прыгунья с трамплина, двукратный серебряный призёр чемпионатов мира в командном соревновании. Призёр этапа Кубка мира.

## Спортивная карьера
Юлия Мюльбахер впервые выступила на международном уровне 21 и 22 января 2017 года на этапе Кубка Альп, где заняла 15-е и 18-е места. 18 декабря 2020 года она дебютировала на этапе Кубка мира.
В 2020 году на чемпионате мира среди юниоров в командном соревновании стала чемпионкой мира. На чемпионате мира по лыжным видам спорта среди юниоров 2021 года в Лахти, Юлия заняла двенадцатое место в индивидуальных прыжках с трамплина. В командных соревнованиях стала чемпионкой мира среди юниоров. В 2023 и 2024 годах на юниорском чемпионате мира становилась чемпионкой в смешанном командном соревновании.
18 февраля 2023 года Юлия заняла третье место в личном зачете на нормальном трамплине в Рышнове — это был её первый подиум на этапах Кубка мира. На взрослом чемпионате мира 2023 года в Словении в командном соревновании стала серебряным призёром. Летом 2023 года приняла участие в III Европейских играх, где была 13-й и 12-й на нормальном и большом трамплине соответственно.
На чемпионате мира 2025 года в Тронхейме в командных соревнованиях в составе сборной Австрии стала серебряной призёркой. В индивидуальных прыжках с нормального трамплина была 18-й.

### Чемпионат мира
- 2 медали (2 серебра)

| Год                                   | Возраст | NH      |
| ------------------------------------- | ------- | ------- |
| Планица 2023, командные соревнования  | 18      | Серебро |
| Тронхейм 2025, командные соревнования | 20      | Серебро |